# Franz Petri
Franz Petri (Wolfenbüttel, 22 februari 1903 - Münster, 8 maart 1993) was een Duits historicus en behartiger van de 'Flamenpolitik'. Hij oefende invloed uit op het nationaalsocialistisch historisch onderzoek. 

## Levensloop
Na het middelbaar onderwijs in Wolfenbüttel, studeerde Petri geschiedenis, Germaanse talen, wijsbegeerte en protestantse godgeleerdheid aan de Friedrich-Wilhelms-Universiteit in Berlijn. In 1925 promoveerde hij tot doctor in de wijsbegeerte. Vanaf 1926 was hij verbonden aan het Institut für Landeskunde der Rheinlande van de universiteit van Bonn.
Vanaf 1936 was hij verbonden aan de Universiteit van Keulen. In 1937 werd hij lid van de NSDAP. In de thesis die hij bij zijn aanvaarding voorstelde, onder de titel Volkserbe in Wallonien und Nordfrankreich verdedigde hij de stelling dat grote delen van Noord-Frankrijk tot de Germaanse cultuur behoorden. Hij behoorde tot de stichters van de door nationaalsocialistische geest beïnvloede Deutsch-Vlämische Arbeitsgemeinschaft (DeVlag). In de daaropvolgende jaren werd Petri een van de leidende personen onder de Duitse historische onderzoekers. Tot in 1942 bleef hij in Keulen werken als privédocent en werd toen hoogleraar benoemd. Hij publiceerde veel studies, die invloedrijk waren, onder meer over Nederlandse, Westfaalse en Rijnlandse historische of volkskundige thema's. 
Vanaf 1940 werd hij, in bezet België, 'Kulturreferent bij de Militärverwaltung' en kreeg er de reputatie van een soort 'Cultuurpaus'. Hij zorgde ervoor dat een honderdtal Belgische, in de eerste plaats Joodse, wetenschappelijke onderzoekers werden afgedankt en vervangen door Duitsers. Einde 1943 nam hij deel aan bijeenkomsten aan de Universiteit van Straatsburg, het Lothringischen Instituts für Landes- und Volksforschung en sprak er over de grenzen tussen Germaanse en Romaanse taal en volkskunde, met het duidelijke doel Duitstalige gebieden meer en meer bij het Duitse Rijk te doen aansluiten. In deze zin had hij ook contacten met de Bretoense autonomisten. Hij combineerde zijn activiteiten van 1942 tot 1945 met die van gewoon hoogleraar Nederlandse geschiedenis aan de Universiteit van Keulen.

## Na de oorlog
Na de oorlog werd Petri door Britse militairen gearresteerd. Tijdens de procedure van denazificatie werd hij onder de meelopers gecatalogeerd. Het belette wel niet dat hij, vooral in zijn relaties met België, racisme en antisemitisme gepropageerd had en de door de SS verspreide ideeën had ondersteund.
Na zijn vrijlating, werkte Petri mee aan verschillende wetenschappelijke projecten. Vanaf 1951 was hij directeur van het provinciaal Instituut voor Volkskunde Westfalen, met zetel in Münster. Hij werd hetzelfde jaar lid van de Geschiedkundige Commissie voor Westfalen, wat hij bleef tot hij in 1982 erelid werd.
In 1961 werd hij opnieuw gewoon hoogleraar geschiedenis van het Rijnland aan de universiteit van Bonn. Tot in 1968 was hij ook directeur van het Institut für geschichtliche Landeskunde der Rheinlande der Universität Bonn. In 1969 ging hij met emeritaat en woonde de volgende vijfentwintig jaar verder in Münster. Hij bleef er tot op hoge leeftijd betrokken bij culturele activiteiten, onder meer wanneer de Alfred-Toepfer Stiftung de Joost van den Vondelprijs uitreikte aan prominente Vlamingen.

## De Flamenpolitik
Petri was van 1930 tot 1935 regelmatig aanwezig in Brussel en aan de Katholieke Universiteit Leuven, waar hij met een beurs verdere studies ondernam. Hij besteedde toen al aandacht aan het bewerkstelligen van verzoening tussen Belgen en Duitsers.
Tijdens de bezetting was Petri nauw betrokken bij de Duitse politiek in België en met de inspanningen die de Duitse bezetter zich getroostte om de banden met de Vlaamse bevolking nauwer toe te halen. Van 1940 tot 1944 was hij Referent für Volkstum, Kultur und Wissenschaften bij de Militärbefehlhaber in België en Noord-Frankrijk. Hij werd belast met toezicht op het onderwijs, de universiteiten, de taalwetgeving en de nationaliteitenkwestie. 
Hij steunde Eggert Reeder in zijn politiek om van het VNV een bevoorrechte partner te maken en suggereerde middelen om door concrete verbeteringen de sympathie van de Vlamingen te winnen. Hij pleitte zeker niet voor een controversiële uitbreiding van de DeVlag als politieke concurrent van het VNV, integendeel.

## Publicaties
- Germanische Volkserbe in Wallonien und Nordfrankreich. Die fränkische Landnahme in Frankreich und den Niederlanden und die Bildung der westlichen Sprachgrenze, 2 delen, Bonn, 1937.
- Zum Stand der Diskussion über die fränkische Landnahme und die Entstehung der germanisch-romanischen Sprachgrenze. Wissenschaftliche Buchgemeinschaft, Darmstadt 1954.
- Zur Flamenpolitik des ersten Weltkrieges, in: Dauer und Wandel der Geschichte, Festgabe für Kurt von Raumer, 1965.
- Die Kultur der Niederlande. Akademische Verlagsgesellschaft Athenaion, Frankfurt am Main, 1972, ISBN 3-7997-0117-6.
- Bischofs- und Kathedralstädte des Mittelalters und der frühen Neuzeit, Böhlau, Köln 1976.
- Kirche und gesellschaftlicher Wandel in deutschen und niederländischen Städten der werdenden Neuzeit. Böhlau, Köln 1980, ISBN 3-412-05079-2.
- (met Ivo Schöffer & Jan Juliaan Woltjer) Geschichte der Niederlande. Holland, Belgien, Luxemburg, (= Handbuch der europäischen Geschichte). Deutscher Taschenbuchverlag dtv, München – Klett-Cotta, Stuttgart 1991, ISBN 3-423-04571-X.